# B.F.
Le B.F., pour Bernier et frères, est un caboteur en acier ayant appartenu aux frères Bernier, originaires de Les Méchins, au Québec. Il sombre dans le fleuve Saint-Laurent dans la nuit du 13 au 14 mai 1952, au large de Baie-des-Sables, causant la mort de ses dix membres d'équipage, dont les trois frères Bernier.

## Histoire
Construit aux chantiers maritimes du gouvernement fédéral à Saint-Joseph-de-Sorel, le navire est lancé le 18 novembre 1915 sous le nom de Coal Barge No. 6,. Il est destiné au ministère de la Marine et des Pêcheries et affecté, de 1916 à la fin des années 1930, à des travaux de dragage sur le Saint-Laurent,.
Réquisitionné au début de la Seconde Guerre mondiale par la défense nationale, il prend le nom de B.D. no. 3 et sert de navire d'appoint lors de convois marchands,. Après la guerre, il est réparé, renommé Roseleaf et utilisé pour le transport de bananes dans le golfe du Mexique,. Entre 1947 et 1951, il reste inactif.
À la suite de la perte de leur goélette les frères Bernier acquièrent le Roseleaf en 1951. Une source situe l'acquisition en juillet, tandis qu'une autre la place à l'automne. Des modifications sont alors effectuées, dont l'ajout d'une troisième cale, d'une cabine en acier au-dessus des cuisines et de mâts de chargement. Le navire est rebaptisé B.F. et mis au service du transport de bois de pulpe entre la Gaspésie et Trois-Rivières.

### Naufrage
Le 12 mai 1952, le B.F. charge du bois de pulpe à Marsoui puis à Sainte-Anne-des-Monts. Il transporte alors environ 435 cordes de bois vers Trois-Rivières. La coque aurait été endommagée lors du chargement à Marsoui, provoquant possiblement une infiltration d'eau.
Le navire est aperçu pour la dernière fois dans la nuit du 13 au 14 mai 1952,. Il coule rapidement, vers 2h30, sans appel de détresse, à environ huit kilomètres de la côte, près de Baie-des-Sables,,. Les conditions météorologiques incluent du vent, de la pluie et des vagues. Les dix marins périssent, dont six originaires de Les Méchins, un de Cap-Chat, un de Matane, un de Rimouski et un de Grandes-Bergeronnes.

### Découverte et exploration de l'épave
L'épave reste introuvable pendant plus d'un demi-siècle, alimentant un certain mystère autour du naufrage,,. En 2006, le Service hydrographique du Canada localise le navire lors d'un levé bathymétrique,,,. L'identification est confirmée par une expédition utilisant un ROV.
En 2014, une image acoustique obtenue par sonar multifaisceaux dans le cadre d'un projet du CIDCO estime alors la taille des vestiges à environ 32 mètres de longueur, 10 mètres de largeur et 4 mètres de hauteur. Le 31 mai 2022, de nouveaux levés bathymétriques et géophysiques à haute résolution sont réalisés par le navire océanographique Coriolis II et l'AUV Hugin. Ces relevés révèlent des dimensions plus précises : 64 mètres de longueur, 11 mètres de largeur et 9 mètres de hauteur, avec une poupe surélevée atteignant 5,5 mètres. Les images montrent un navire complet présentant une conservation exceptionnelle.
À l'été 2022, deux plongeurs du groupe Les plongeurs d'épaves techniques du Québec (PETQ) atteignent l'épave à une profondeur d'environ 74 mètres, constatant un bon état général et confirmant la présence de l'hélice. Ils explorent la timonerie, observent la roue et la boussole,,.

## Mémoire
Un monument à la mémoire des disparus est installé au parc du Sacré-Cœur à Baie-des-Sables. En 2014, Louis Blanchette publie Disparus en mer, un ouvrage consacré à l'histoire et aux hypothèses entourant le naufrage,,.
En 2024, la bande dessinée La malédiction des Bernier, scénarisée par Yves Martel et illustrée par Dante Ginevra, s'inspire du drame et mêle éléments historiques et fiction.

### Liens externe
- Notices d'autorité :   - VIAF
  - ISNI
  - LCCN